# 1225 〜君がいたクリスマス〜 (2012 Remix)
「1225 〜君がいたクリスマス〜 (2012 Remix)」（いちににご きみ - ツーサウザウンドトゥウェルヴ・リミックス）は、Chicago Poodleの4曲目の配信限定シングル。

## 内容
2011年に発売されたライブ会場限定シングル「one fes CHRISTMAS 2011 SPECIAL CD」の1曲目に収録された楽曲のリメイク。原曲よりもクリスマステイストが強調され、ボトムの効いたミックステイクに生まれ変わった。ジャケットにはメンバーの愛犬である黒のトイプードルの写真が使われている。本作のリリースにあたり、PVが制作された。

## 収録曲
1. 1225 〜君がいたクリスマス〜 (2012 Remix)　
作詞：辻本健司・山口教仁　作曲：花沢耕太　編曲：Chicago Poodle